# Chilenska sjunde linjeregementet
Regimiento 7.º de Línea "Esmeralda" var ett infanteriregemente under Stillahavskrigen, som idag är en mekaniserad infanteribataljon i Chiles armé.

## Historia
Sjunde linjeregementet grundades under Stillahavskrigen 1879. Enligt traditionen bestod regementets officerskår av personer från överklassen i Santiago de Chile, det kom därför att kallas Los pijes (snobbarna). Efter sjöslaget vid Iquique 1879 fick regementet officiellt namnet "Esmeralda" efter den chilenska korvett som utmärkte sig i detta slag. Regementets insatser är odödliggjorda av Jorge Inostroza i fembandsverket Adiós al Séptimo de Línea, en roman om Stillahavskriget.

## Organisation
Idag är sjunde linjeregementet en mekaniserad infanteribataljon, Batallón de Infantería Acorazada n.º 7 "Esmeralda", som ingår i den tredje chilenska pansarbrigaden.